# Теософія та буддизм

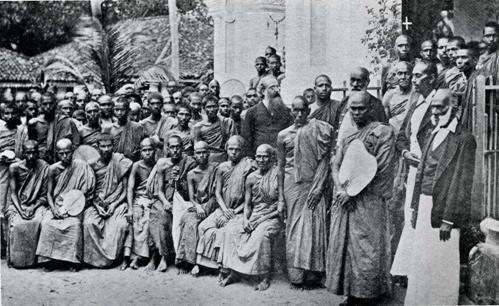
Полковник Олкотт і буддійські монахи. Коломбо, 1883.

Теософське вчення запозичило деякі концепції та терміни з буддизму. Теософське Товариство стало організацією, що узяла на себе в 1875 році відповідальність за ознайомлення з ученням Будди (принаймні, як його розуміли теософи) численній аудиторії в Європі та  Америці. Опублікований в 1881 році «Буддійський катехізис» президента-фундатора Теософського Товариства Г. С. Олкотта був схвалений ланкійськими вченими ченцями[⇨].

## Теософи-буддисти та теософи-буддологи

### Засновники Теософського Товариства
25 травня 1880 року Г. С. Олкотт і О. П. Блаватська, стоячи на колінах перед статуєю Будди у присутності буддійських священнослужителів храму в Ґалле, виконали обряд прийняття буддійської віри, отримавши Три Коштовності й узявши П'ять Обітниць. Олкотт і Блаватська (що раніше отримала американське громадянство) стали першими американцями, що перейшли в буддизм в його традиційному розумінні.
У буддології склалася вистава, що «теософобуддисти» були попередниками всіх наступних західних, або, як їх сталі називати, «білих» буддистів. До того ж вони раціоналізували буддизм і, прагнучи очистити учення, видалили з нього елементи народного «забобону». Окрім цього, вони намагалися ототожнити буддизм з езотеричною доктриною, розглядаючи Господа Будду як «Вчителя-адепта». І, нарешті, вони вважали своїм обов'язком надання допомоги та політичної підтримки пригноблюваним сингальським буддистам.
Як президент Теософського Товариства Олкотт поклав початок відродженню буддизму на Шрі-Ланці, Товариство заснувало тут більше двохсот буддійських шкіл і декілька коледжів, найбільш відомі з них: Махінда Коледж, Ананда Коледж, Дхармараджа Коледж,  Маліядева Коледж. Він об'єднав різні секти Шрі-Ланки в буддійську секцію Теософського Товариства (1880); 12 сект Японії — в об'єднаний комітет з поширення буддизму (1889); буддистів Бірми, Таїланду та Шрі-Ланки — в Збори Південних Буддистів (1891). І на закінчення, північний і південний буддизм возз'єднували через підписання Чотирнадцяти Положень Буддизму (1891).

### Анагаріка Дгармапала
Важливою частиною роботи Олкотта на Цейлоні стало шефство над юним буддистом Доном Девідом Гевавітгараною, що узяв собі згодом ім'я Анагаріка Дгармапала.
Анагаріка Дгармапала, засновник Товариства Магабодгі, національний герой Шрі-Ланки, був однією з головних фігур в русі за відродження буддизму на Цейлоні в період британського колоніального владицтва. У грудні 1884 року О. П. Блаватська, супроводжувана Ч. У. Ледбітером і ще двома теософами, прибула на Цейлон. Ледбітер, слідуючи прикладу керівників Теософського Товариства, офіційно став буддистом, не відмовляючись від християнства (він був англійським священиком). Дон Девід приєднався до команди Блаватської, щоб плисти до Індії.
Після прибуття в Індію Дгармапала як член Теософського Товариства працював з Блаватської і Олкоттом. Вони порадили йому присвятити себе служінню «на благо людства» і приступити до вивчення палі та буддійської філософії. Санґгаракшита писав, що в своїх 20 років Дгармапала був в рівній мірі захоплений і буддизмом, і теософією.
Після повернення з Індії Дгармапала працював в Коломбо генеральним секретарем буддійської секції Теософського Товариства, керував буддійською пресою. У 1886 році він був перекладачем, коли разом з Олкоттом і Ледбітером здійснював лекційний тур по острову. Він допомагав Олкотту в його роботі по організації буддійських шкіл. Коли Олкотт доручив Ледбітеру підготувати скорочений варіант «Буддійського катехізису», Дгармапала взявся перекласти його на сингальський. Робота Дгармапали та теософів сприяла відродженню буддизму в Шрі-Ланці й інших країнах Південного буддизму.
Ледбітер ініціював організацію в різних районах Коломбо великої кількості буддійських недільних шкіл. Він заснував також англійську школу, що стала згодом відомою як Ананда Коледж (один з найбільш знаменитих навчальних закладів Цейлону). Серед учнів цієї школи був молодий буддист Ч. Джинараджадаса, який пізніше займав пост четвертого президента Теософського Товариства (з штаб-квартирою в Адьярі).
У 1893 році Дгармапала відправився на Захід, спочатку до Англії, а потім в Чикаго, де він представляв буддизм на Усесвітньому парламенті релігій. Хоча йому було лише 29 років, він був найзнаменитішим представником буддизму в парламенті. На конференції він зробив декілька виступів по трьох основних темах. По-перше, він сказав, що буддизм є релігією, що прекрасно узгоджується з сучасною наукою, тому що буддійські учення повністю сумісні з доктриною еволюції. Він виклав буддійську ідею про те, що космос є послідовний процес розгортання відповідно до законів природи. По-друге, Дгармапала заявив, що в етиці буддизму значно більше любові і співчуття, чим в проповідях християнських місіонерів, що працюють на Цейлоні. Третім пунктом його виступів було твердження, що буддизм — це релігія оптимізму й активності, але у жодному випадку не песимізму та бездіяльності.

### Крістмас Хамфріс
У 1924 році в Лондоні Крістмас Хамфріс заснував Буддійську Ложу Теософського Товариства. На думку Хамфріса, в своїй основі теософія та буддизм ідентичні. Єдине життя після безлічі втілень повертається в Непроявлене. Всі окремі свідомості нереальні порівняно з «Я», яке є віддзеркалення Абсолюту. Карма та реінкарнація — базові закони. Шлях — за допомогою самопросвітлення, з Нірваною у результаті. Таким чином, писав Хамфріс, відмінність між теософією та буддизмом — виключно в акцентах.
Завдяки місіонерським зусиллям Анагаріки Дгармапали, в 1926 році британські буддисти заснували своє відділення Товариства Магабодгі. Тоді ж Буддійська Ложа була перетворена в британське Буддійське товариство, президентом якого став Крістмас Хамфріс. Хамфріс був невтомним мирським буддистом як лектор, публіцист, письменник та організатор. Він був автором і/або редактором «The Buddhist Lodge Monthly Bulletin», «Buddhism in England», «The Middle Way» та «The Theosophical Review».

### Воттс і Конзе
Британський філософ і буддійський автор Алан Воттс п'ятнадцятирічним підлітком став членом Буддійської Ложі Теософського Товариства в Лондоні. Його перша книга «The Spirit of Zen» вийшла, коли йому було 19 років.
Активним членом Товариства був також Едвард Конзе, який став згодом знаменитим буддологом.

### Д. Судзукі та Б. Судзукі
Відомий буддійський філософ і популяризатор дзен Дайсецу Судзукі і його дружина Беатріс Судзукі стали членами Теософського Товариства в Токіо в 1920 році. Список членів Товариства, посланий в Адьяр 12 травня 1920 року, містив двадцять одне ім'я, у тому числі Д. Судзукі та Б. Судзукі. Після переїзду подружжів Судзукі в 1924 році в Кіото вони сформували нове відділення Теософського Товариства, яке було названо Ложею Махаяни. Велику частину членів Ложі складали професори університетів. У 1937 році Ч. Джинараджадаса (майбутній президент Теософського Товариства) прочитав в Токіо дві лекції, які доктор Судзукі переклав японською мовою.

### Еванс-Вентц і Девід-Неель
Американський теософ Волтер Еванс-Вентц найбільш відомий як редактор перекладу «Тибетської книги мертвих», виконаного К. Д. Самдубом і опублікованого в 1927 році. Не дивлячись на критичні зауваження, яким наражався цей переклад, можна сказати, що уперше була виконана така велика робота для ознайомлення західної аудиторії з текстами тибетського буддизму
Дослідниця Тибету, буддистка Александра Давид-Неель також починала з теософії: вона приєдналася до Теософського Товариства, коли була в Адьярі.

## Дослідження теософських текстів
На думку буддологів Девіда Рейгла та Річарда Тейлора, і сама О. П. Блаватська, і її безпосередні вчителі-магатми, і вчитель її вчителів були буддистами по вірі і лексиці, міцно зв'язані стосунками «учень-вчитель». Блаватська часто прибігає в своїх роботах до посилань на буддизм, особливо, на учення махаяни, тоді як у «листах магатм» буддизм присутній фактично на кожній сторінці, і це відразу видно по частому використанню специфічної термінології з санскриту, палі, тибетської, китайської і монгольської мов.

### Листи магатм
К. Хамфріс писав: «Наші теософські знання отримані від двох Вчителів, що підготували О. П. Блаватську для її місії в світі. Пізніше ці знання стали доступними після публікації у 1923 році "Листів магатм до А. П. Сіннетта"». Хамфріс відзначив, що обидва засновники Теософського Товариства стали буддистами, і що найважливіше: «Два Вчителі, що ініціювали теософський рух, заявили, що їх Великий Керівник вчив Нірвані та Дгармі, а їх безпосередній Вчитель, магачоган, говорив про Гаутаме Будді як про втілений дух абсолютного самопожертвування та людинолюбства на цій землі печалі». Продовжуючи розмову про Будду, Хамфріс неодноразово цитує Вчителя Кут Хумі:
- «Наш великий Будда — заступник всіх адептів, реформатор і законодавець окультної системи»[59][60].
- «У наших храмах не поклоняються ні Богові, ні богам, але лише тричі священній пам'яті високої і святійшої людини, який будь-коли жив»[61][62].

На думку Хамфріса, ті, хто називають себе теософами або буддистами, повинні вчитися самі і учити інших, користуючись «найбільшими скарбами мудрості», що знаходяться в їх розпорядженні.

### «Таємна доктрина»
Гаррі Олдмедоу писав, що друга велика книга Блаватської, «Таємна доктрина», містить елементи ваджраяни, незрідка об'єднані з ідеями з веданти. Він відзначив: «Лама К. Д. Самдуб був досить інформований, щоб стверджувати, що описи бардо в працях О. П. Блаватської підтверджують її заяви, що вона була присвячена в сокровенні учення тибетського буддизму. Це не менше авторитетне, чим затвердження Д. Т. Судзукі про те, що її розуміння буддійського учення в „Голосі Безмовності“ вказує на її посвячення в сокровенні розділи учення махаяни».
Хамфріс в автобіографії дає високу оцінку книзі Блаватської «Таємна доктрина». Свого часу він опублікував свій короткий виклад цієї книги.
Дослідження по ідентифікації згадуваних в «Таємній доктрині» книг Киу-ті, складових, як виявилось, разом з «Книгою Дзіан» тантрічний розділ тибетського буддійського канону, були проведені тибетологом Девідом Рейглом.

### «Голос Безмовності»
Про книгу «Голос Безмовності», яку Блаватська називала перекладом з таємної мови сензар, Судзукі сказав: «Тут справжній буддизм махаяни». Антологія Хамфріса «The Wisdom of Buddhism» містить лише п'ять праць, що відносяться до Тибету, і останнім і найбільш об'ємним є обширний фрагмент з «Голосу Безмовності». По словах Еванс-Вентца, лама К. Д. Самдуб вважав, що, всупереч критиці в адресу праць Блаватської, вона, очевидно, була знайома з ученням вищого ламаїзму, в яке, по її твердженнях, вона була присвячена.
Хамфріс стверджував, що теософи та буддисти Заходу, які незрідка вийшли з інших конфесій, мають немало загальних досягнень: «Наприклад, „Голос Безмовності“, безумовно буддійська робота, — як написав мені з Цейлону Анагаріка Дгармапала, а Далай-лама багато пізніше відзначив це на моєму екземплярі книги — і „Буддійський катехізіс“ полковника Олкотта».
Арнольд Калнітський в своїй книзі про теософський рух писав, що затвердження Блаватської про її фізичне перебування і життя в Тибеті протягом довгого часу бралося під сумнів, проте вміст її книги «Голос Безмовності» «відображає дійсні переживання буддиста», навіть якщо не визнавати її як створену на основі справжнього буддійського джерела.

## Критика «теософобуддизму»
У 1887 році В. Лесевич стверджував, що «нью-йоркське теософське товариство» вважає себе таким, що володіє якимись «таємничими пізнаннями», що нібито збереглися з прадавніх часів в деяких «буддійських духовних осіб». Украй цікавим документом, як він виразився, «цього таємничого буддизму» є складений Олкоттом «катехізис», в якому той виклав основи «теософобуддійського учення». Лесевіч ставить в даному питанні крапки над «і», зробивши наступне зауваження: «Якого роду публіку можуть вони [теософи] уловлювати, тут можна бачити з дотепного викриття шарлатанських прийомів пані Блавацької, що взялася тлумачити про філософію Платона і що набовтала цілу тьму-тьмущу всілякої нісенітниці».
У 1890 році В. С. Соловйов писав, що книга Блаватської «Ключ до теософії», так само як і інші твори її і її однодумців, «представляє буддизм з нового боку, який в нім навряд чи хто раніше підозрював, — а саме, як релігію, хоча і без твердих догматів, але з дуже визначеною і, по суті, винятковою тенденцією до самообожествленію людини». У 1892 році Соловйов, як би підбиваючи підсумок діяльності Блаватської, зробив вивід, що вона в своїх книгах «Викрита Ізіда», «Таємна доктрина» та «Ключ до теософії» намагалася «в три прийоми» викласти суть езотеричного буддизму:

«Перша з цих книг рясніє іменами, виписками і цитатами. Хоча велика частина цього матеріалу узята, очевидно, не з перших джерел, проте не можна відмовити авторові в обширній начитаності. Зате систематичність і послідовність мислення відсутні сповна. Смутнішої і незв'язної книги я не читав у все своє життя. І головне, тут не видно щирого переконання, немає виразної постановки питань і добросовісної відповіді на них. <…> На чому ж, проте, заснована ця антирелігійна, антифілософська й антинаукова доктрина? Єдино на припущенні про існування якоїсь таємної мудрості, крупиці якої знаходяться в містиків всіх часів і народів, але яка в цілості зберігається якимсь за-гімалайським братерством, члени якого живуть по тисячі років і більш, можуть, не виходячи зі своєї келії, діяти в будь-якій точці земної кулі і тому подібне. Зовсім не заперечуючи, безумовно, можливості подібних речей, ми вважаємо, що учення, яке приймає їх дійсність як свій вихідний пункт, яке ґрунтується на якомусь голослівно стверджуваному секреті, — за який ніхто і ніщо не ручається, — ніяк не може бути визнано щирим і серйозним ученням».

У 1893 році Макс Мюллер відмітив:

«Неможливо вивчити буддизм без попереднього освоєння санскриту та палі, інакше не прочитати канонічні книги і навіть не записати назви правильно. Мадам Блаватська не зробила це, хоча у неї були досить здібностей, щоб вивчити санскрит або палі. Але навіть її інформатори, мабуть, були майже повністю неосвічені в цих мовах, або, можливо, вони користувалися її довірливістю найбезсоромнішим чином».

Гаррі Олдмедоу був упевнений в тому, що «всупереч легенді, вигаданій самій Блаватською і поширюваною її численними агіографами», вона ніколи не була в Тибеті. Її заяви, що вона отримала свої знання від «гімалайських магатм, що є членами свого роду братерства, проживають у віддаленої області Тибету і що володіють доступом до якихось джерел таємної мудрості, не можна розглядати серйозно».
У 2015 році Удітха Девапрайя писав, що Олкотт створив «Буддійський катехізис» за образом і подобою католицького катехізису, після чого він заснував буддійські школи, навчальні програми яких копіювали за формою програми християнських місіонерів. В результаті все повернулося до тих порядків, з якими він боровся, таким чином, буддизм, «заснований» Олкоттом, не був дійсним буддизмом.
Тибетолог Дональд Лопез охарактеризував теософа Волтера Еванс-Вентца як «великого колекціонера текстів, написаних на мовах, які він ніколи не вивчав».

### Наукові
- Bowden H. W. Dictionary of American Religious Biography. — Second edition. — Westport, Ct : Greenwood Press, 1993. — 686 p. — ISBN 0313278253.
- Burgan M. Buddhist Faith in America / Melton J. G., ed. — New York : Infobase Publishing, 2009. — 112 p. — (Faith in America) — ISBN 9781438102511.
- Buswell R. E., Lopez D. S. The Princeton Dictionary of Buddhism. — Princeton : Princeton University Press, 2013. — 1304 p. — ISBN 9781400848058.
- Kalnitsky Arnold. The Theosophical Movement of the Nineteenth Century: The Legitimation of the Disputable and the Entrenchment of the Disreputable. — Pretoria : University of South Africa, 2003. — 443 p.
- Keown Damien, Prebish Charles S. Encyclopedia of Buddhism / Keown D., ed., Prebish C., ed. — London : Routledge, 2013. — 952 p. — ISBN 9781136985881.
- Lopez Donald S. Buddhism and Science: A Guide for the Perplexed. — Reprint. — Chicago : University of Chicago Press, 2008. — 278 p. — (Buddhism and Modernity) — ISBN 9780226493121.
- Lopez Donald S. Prisoners of Shangri-La: Tibetan Buddhism and the West. — Reprint. — Chicago : University of Chicago Press, 1999. — 283 p. — (Tibetan Buddhism and the West) — ISBN 9780226493114.
- Lopez Donald S. "The Tibetan Book of the Dead": A Biography. — Princeton : Princeton University Press, 2011. — 192 p. — (Lives of Great Religious Books) — ISBN 9781400838042.
- Melton J. G. Encyclopedic Handbook of Cults in America. — First published in 1992. — New York : Routledge, 2014. — 424 p. — ISBN 9781135539986.
- Müller M. Esoteric Buddhism // The Nineteenth Century: a monthly review : журнал. — 1893. — Vol. 33, iss. 5. — P. 767—788. — ISSN 2043-5290. Архівовано з джерела 23 вересня 2015. Процитовано 23 серпня 2015.
- Obeyesekera G. Colonel Olcott’s reforms of the 19th Century and their Cultural Significance (PDF) // Aryasangha : сайт. — Colombo, 1992. Архівовано з джерела 4 березня 2016. Процитовано 2 квітня 2022.
- Oldmeadow H. Journeys East: 20th Century Western Encounters with Eastern Religious Traditions. — Bloomington : World Wisdom, Inc, 2004. — 505 p. — (The library of perennial philosophy) — ISBN 9780941532570.
- Prebish Charles S., Tanaka Kenneth K. The Faces of Buddhism in America. — Berkeley : University of California Press, 1998. — 370 p. — ISBN 9780520213012.
- Prothero S. Henry Steel Olcott (1832—1907) and the Construction of "Protestant Buddhism". — Harvard University, 1990. — 644 p.
- Prothero S. The White Buddhist: Henry Steel Olcott and the Sinhalese Buddhist Revival // The white Buddhist: the Asian odyssey of Henry Steel Olcott. — Bloomington : Indiana University Press, 1996. — 242 p. — (Religion in North America) — ISBN 9780585109503.
- Reigle David. Theosophy and Buddhism // Fohat : журнал. — 2000. — P. 14—17, 22—23. Архівовано з джерела 3 грудня 2015. Процитовано 23 серпня 2015.
- Reigle David. The Books of Kiu-te, or, The Tibetan Buddhist tantras. — San Diego : Wizards Bookshelf, 1983. — 68 p. — (Secret doctrine reference series) — ISBN 0913510491.
- Reigle D., Reigle N. Blavatsky's Secret Books: Twenty Years' Research. — San Diego : Wizards Bookshelf, 1999. — 181 p. — ISBN 9780913510766.
- Taylor R. P. Blavatsky and buddhism. — Berkeley : University of California, 1999.
- Tillett G. J. Charles Webster Leadbeater (1854—1934), a biographical study. — Sydney : University of Sydney, 1986. — 1169 p.
- Wimalawansa S. Revival of Buddhism in Asia: Legacy of Colonel Henry Steel Olcott. — Karunaratne & Sons, 2011. — 84 p. — ISBN 9789559098911.
- Венгерова З., Соловьёв В. Блаватская Елена Петровна // Критико-биографический словарь русских писателей и учёных. — Санкт-Петербург : Семёновская Типо-литография, 1892. — Т. 3. — С. 301—319.
- Лесевич В. В. Новейшие движения в буддизме, поддерживаемые и распространяемые европейцами // Русская мысль : журнал. — 1887. — Т. 8. — С. 1—17.
- Пахомов С. В. Судзуки: буддист и буддолог // Основные принципы буддизма махаяны / Пер. с англ. С. В. Пахомова. — Санкт-Петербург : Наука, 2002. — С. 362—380. — ISBN 5-02-026180-7.
- Соловьёв В. С. Рецензия на книгу Е. П. Блаватской «The Key to Theosophy» // Русское обозрение : журнал. — 1890. — № 8. Архівовано з джерела 24 вересня 2015. Процитовано 23 серпня 2015.
- Уланов М. С. К вопросу о начале распространения буддизма на Западе // Современные научные исследования и инновации : журнал. — 2013. — № 11. — ISSN 2223-4888. Архівовано з джерела 9 липня 2015. Процитовано 2015-07-07.

### Інші
- Algeo Adele S. Beatrice Lane Suzuki: An American Theosophist in Japan // Quest : журнал. — 2007. — Vol. 95, iss. 1. — P. 13—17. Архівовано з джерела 5 березня 2016. Процитовано 2015-08-17.
- Barker A. T. The Mahatma Letters to A. P. Sinnett from the Mahatmas M. & K.H / A. T. Barker, ed. — New York : Frederick A. Stokes Company Publishers, 1924. — 492 p.
- Devapriya Uditha. Colonel Olcott: Under Eastern Eyes // Colombo Telegraph : сайт. — 2015. Архівовано з джерела 9 липня 2015. Процитовано 2015-07-01.
- Epasinghe Premasara. Anagarika Dharmapala – a noble son of Sri Lanka // Sunday Observer : газета. — 2011. Архівовано з джерела 25 червня 2016. Процитовано 2015-08-15.
- Guruge A. Free at Last in Paradise. — AuthorHouse, 1998. — 716 p. — ISBN 9781585001361.
- Humphreys C. Exploring Buddhism. — Reprint. First published in 1974. — London : Routledge, 2012. — 196 p. — (Routledge Revivals) — ISBN 9781136228773.
- Humphreys C. Studies in the Middle Way. — Corrected edition. — London : Routledge, 2013. — 176 p. — ISBN 9781136772658.
- Jinarajadasa C. Buddha and His Message. — Adyar : Theosophical Publishing House, 1948. — 30 p. — (Adyar Pamphlets)
- Jinarajadasa C. K. H. Letters to C. W. Leadbeater. — Reprint. Originally published in 1941. — Whitefish, MT : Kessinger Publishing, 2010. — 122 p. — ISBN 1162578084.
- Rice Earle. Alexandra David-Neel: Explorer at the Roof of the World. — Infobase Publishing, 2004. — ISBN 9781438123967.
- Sangharakshita. Anagarika Dharmapala. — Lulu.com, 2013. — 181 p. — ISBN 9781291430714.
- Henry Steel Olcott // The Theosophical Society, Adyar : сайт. — 2010. Архівовано з джерела 20 вересня 2015. Процитовано 2015-09-28.
- Col. Henry Steel Olcott: the great name in Buddhist History // Daily News : газета. — 2009. Архівовано з джерела 18 лютого 2009. Процитовано 2015-07-08.